# Discografia de Céline Dion
Ao longo de sua carreira, a cantora canadense Céline Dion já lançou vinte e cinco álbuns de estúdio, sete álbuns ao vivo, dezessete álbuns compilatórios e vinte e uma coleções especiais. Seu álbum de estreia, La voix du bon Dieu foi lançado em 1981. Na década de 1980, Dion lançou seus álbuns inteiramente em francês no Canadá, seu país natal, com várias compilações lançadas igualmente em francês. Seu primeiro álbum de estúdio em língua inglesa foi Unison, lançado em 1990 e com o qual alcançou mais de 3 milhões de cópias vendidas em todo o mundo. O sucesso foi seguido por Dion chante Plamondon (1991) e Celine Dion (1992). A cantora viria a se estabelecer como uma artista de renome internacional com The Colour of My Love (1993), que liderou paradas musicais em diversos países, entre os quais: Reino Unido, Canadá e Austrália, e vendeu mais de 20 milhões de cópias. Nos Estados Unidos, o álbum foi certificado com platina múltipla. Lançado em 1995, D'eux tornou-se o mais vendido álbum em língua francesa na história, com mais de 10 milhões de cópias vendidas em todo o mundo. Somente na França, D'eux permaneceu quarenta e quatro semanas na liderança da parada musical nacional e vendeu mais de 4,5 milhões de unidades, tornando-se o mais vendido de todos os tempos no país. Também foi o primeiro lançamento de Dion a ser certificado com diamante na Europa.
Falling into You (1996) e Let's Talk About Love (1997) foram seus maiores sucessos comerciais e de crítica, ambos atingindo a primeira colocação em diversos países do globo, e tornando-se dois dos álbuns mais vendidos de todos os tempos, com vendas acima de 32 e 31 milhões de cópias, respectivamente. Ambos os álbuns foram certificados com diamante nos Estados Unidos, sendo que Falling into You, foi também certificado com platina múltipla por mais 11 milhões de vendas. Além disso, o álbum foi indicado aos Prémios Grammy nas categorias de Álbum do Ano e Melhor Álbum de Pop. Let's Talk About Love foi o primeiro álbum certificado dez vezes com platina pela IFPI, por vendas estimadas em 10 milhões de cópias no Velho Continente. Em 1998, Dion lançou outro álbum inteiramente em francês, S'il suffisait d'aimer, e seu primeiro álbum natalino em inglês, These Are Special Times, que se tornou o quarto mais vendido do gênero nos Estados Unidos. Mundialmente, o álbum vendeu mais de 12 milhões de cópias. Uma compilação de grandes êxitos, All the Way... A Decade of Song, foi lançada em 1999, liderando várias paradas musicais e vendendo mais de 17 milhões de cópias, até janeiro de 2002. Nos Estados Unidos, o álbum tornou-se a compilação mais vendida por uma artista feminina, com mais de 8 milhões de unidades vendidas. No Japão, o álbum foi certificado pelas mais de 2 milhões de vendas.
Em março de 2002, após um hiato de dois anos, Dion retornou ao cenário musical com o álbum A New Day Has Come, que liderou paradas musicais em diversos países e vendeu mais de 12 milhões de cópias. Durante os cinco anos de apresentação do espetáculo A New Day... em Las Vegas, Dion lançou cinco álbuns de estúdio: One Heart (2003), 1 fille & 4 types (2003), Miracle (2004), D'elles (2007) e Taking Chances (2007). Após a turnê mundial Taking Chances e outra pausa, a cantora deu início a seu segundo espetáculo em Las Vegas, intitulado Celine em 2011. No ano seguinte, Dion iniciou a produção de dois álbuns em inglês e francês, respectivamente. Sans attendre foi lançado em novembro de 2012 e tornou-se um sucesso nos países francófonos, sendo certificado em diamante na França. Loved Me Back to Life foi lançado em novembro de 2013 e tornou-se o 13º álbum da artista no Canadá e o 11º a estrear no topo da parada musical.
Com a marca de mais de 220 milhões de álbuns vendidos em todo o mundo, Dion é reconhecida como uma das artistas recordistas de vendas. Em 2004, recebeu o Prêmio Chopard na cerimônia do World Music Awards em reconhecimento ao seu status como a artista feminina mais bem-sucedida de todos os tempos. Em 2007, Dion foi homenageada com o Legend Award em reconhecimento ao seu "sucesso internacional e contribuição à indústria musical". Céline Dion é a artista que mais vendeu discos no Canadá, seu país natal, e a segunda artista em número de vendas nos Estados Unidos, onde vendeu mais de 52 milhões de cópias.
Em novembro de 2019 a cantora lançou o seu 27º álbum intitulado "Courage" que estreou em primeiro lugar no Top 200 Albums da Billboard quebrando um jejum de 17 anos desde a última vez que Dion tinha alcançado o topo dos CDs mais vendidos na principal parada de música dos EUA.

## Álbuns

### Álbuns de estúdio
| Ano  | Álbum | Melhor Posição | Melhor Posição | Melhor Posição | Melhor Posição | Melhor Posição | Melhor Posição | Melhor Posição | Vendas                           | Certificações  |
| Ano  | Álbum | CAN            | AUS            | BEL            | FRA            | ALE            | JPN            | US             | Vendas                           | Certificações  |
| ---- | --- | -------------- | -------------- | -------------- | -------------- | -------------- | -------------- | -------------- | -------------------------------- | -------------- |
| 1981 | La voix du bon Dieu - Lançamento: 6 de novembro de 1981 - Gravadora: Super Étoiles - Formato: LP, cassette                   | —              | —              | —              | —              | —              | —              | —              | - : 100.000                      |                |
| 1981 | Céline Dion chante Noël - Lançamento: 4 de dezembro de 1981 - Gravadora: Super Étoiles - Formato: LP, cassette               | —              | —              | —              | —              | —              | —              | —              |                                  |                |
| 1982 | Tellement j'ai d'amour... - Lançamento: - Gravadora: Super Étoiles - Formato: LP, cassette                                   | —              | —              | —              | —              | —              | —              | —              | - : 150.000                      | - : Platina    |
| 1983 | Les chemins de ma maison - Lançamento: - Gravadora: Super Étoiles - Formato: LP, cassette                                    | —              | —              | —              | —              | —              | —              | —              | - : 100.000                      | - : Ouro       |
| 1983 | Chants et contes de Noël - Lançamento: - Gravadora: Super Étoiles - Formato: LP, cassette                                    | —              | —              | —              | —              | —              | —              | —              |                                  |                |
| 1984 | Mélanie - Lançamento: - Gravadora: Super Étoiles - Formato: LP, cassette                                                     | —              | —              | —              | —              | —              | —              | —              |                                  |                |
| 1985 | C'est pour toi - Lançamento: - Gravadora: Super Étoiles - Formato: LP, cassette                                              | —              | —              | —              | —              | —              | —              | —              |                                  |                |
| 1987 | Incognito - Lançamento: 2 de abril de 1987 - Gravadora: CBS - Formato: CD, LP, cassette                                      | —              | —              | 65             | —              | —              | —              | —              |                                  |                |
| 1990 | Unison - Lançamento: 2 de abril de 1990 - Gravadora: Columbia / Epic - Formato: CD, LP, cassette                             | 15             | 15             | 56             | —              | —              | —              | 74             | - Mundo: 3,000,000 - : 1,227,000 | - : 7× Platina |
| 1991 | Dion chante Plamondon - Lançamento: 4 de Novembro de 1991 - Gravadora: Columbia / Epic - Formato: CD, LP, cassette           | 57             | —              | 17             | 4              | —              | —              | —              | - Mundo: 2,000,000               |                |
| 1992 | Celine Dion - Lançamento: 31 de março de 1992 - Gravadora: Columbia / Epic - Formato: CD, LP, cassette, MiniDisc             | 3              | 15             | —              | —              | —              | 59             | 34             | - Mundo: 5,000,000               |                |
| 1993 | The Colour of My Love - Lançamento: 9 de novembro de 1993 - Gravadora: Columbia / Epic - Formato: CD, LP, cassette, MiniDisc | 1              | 1              | 1              | 7              | 16             | 7              | 4              | - Mundo: 20,000,000              |                |
| 1995 | D'eux - Lançamento: 27 de março de 1995 - Gravadora: Columbia / Epic - Formato: CD, cassette                                 | 29             | —              | 1              | 1              | 69             | 50             | —              | - Mundo: 12,000,000              |                |
| 1996 | Falling into You - Lançamento: 8 de março de 1996 - Gravadora: Columbia / Epic - Formato: CD, LP, cassette                   | 1              | 1              | 1              | 1              | 5              | 6              | —              | - Mundo: 32,000,000              | - : PMB: Ouro  |
| 1997 | Let's Talk About Love - Lançamento: 14 de novembro de 1997 - Gravadora: Columbia / Epic - Formato: CD, cassette              | 1              | 1              | 1              | 1              | 1              | 5              | 1              | - Mundo: 31,000,000              |                |
| 1998 | S'il suffisait d'aimer - Lançamento: 7 de setembro de 1998 - Gravadora: Columbia / Epic - Formato: CD, cassette              | 1              | —              | 1              | 1              | 11             | 37             | —              | - Mundo: 4,000,000               |                |
| 1998 | These Are Special Times - Lançamento: 30 de outubro de 1998 - Gravadora: Columbia / Epic - Formato: CD, MiniDisc, cassette   | 1              | 6              | 12             | 23             | 3              | 4              | 2              | - Mundo: 12,000,000              |                |
| 2002 | A New Day Has Come - Lançamento: 22 de março de 2002 - Gravadora: Columbia / Epic - Formato: CD, SACD, MiniDisc, cassette    | 1              | 1              | 1              | 1              | 2              | 15             | 1              | - Mundo: 12,000,000              | - : PMB: Ouro  |
| 2003 | One Heart - Lançamento: 24 de março de 2003 - Gravadora: Columbia / Epic - Formato: CD, cassette                             | 1              | 6              | 1              | 1              | 6              | 27             | 2              | - Mundo: 5,000,000               |                |
| 2003 | 1 fille & 4 types - Lançamento: 13 de outubro de 2003 - Gravadora: Columbia / Epic - Formato: CD, DVD, cassette              | 1              | —              | 1              | 1              | 26             | —              | —              | - : 100.000                      |                |
| 2004 | Miracle - Lançamento: 11 de outubro de 2004 - Gravadora: Columbia / Epic - Formato: CD, DVD                                  | 1              | 15             | 1              | 4              | 34             | 168            | 4              |                                  |                |
| 2007 | D'elles - Lançamento: 18 de maio de 2007 - Gravadora: Columbia / Epic - Formato: CD, download digital                        | 1              | —              | 1              | 1              | 52             | —              | —              |                                  |                |
| 2007 | Taking Chances - Lançamento: 7 de novembro de 2007 - Gravadora: Columbia / Epic - Formato: CD, download digital              | 1              | 12             | 3              | 2              | 5              | 6              | 3              |                                  |                |
| 2012 | Sans attendre - Lançamento: 2 de novembro de 2012 - Gravadora: Columbia - Formato: CD, download digital                      | 1              | —              | 1              | 1              | 44             | —              | —              |                                  |                |
| 2013 | Loved Me Back to Life - Lançamento: 1 de novembro de 2013 - Gravadora: Columbia - Formato: CD, download digital              | 1              | 9              | 2              | 3              | 9              | 34             | 2              |                                  |                |
| 2016 | Encore un soir - Lançamento: 26 de agosto de 2016 - Gravadora: Columbia - Formato: CD, LP, download digital                  | 1              | —              | 1              | 1              | 16             | —              | —              |                                  |                |
| 2019 | Courage - Lançamento: 15 de novembro de 2019 - Gravadora: Columbia - Formato: CD, download digital                           | 1              | 2              | 1              | 2              | 4              | 49             | 1              | - : 53.000 - : 109.000           |                |

### Álbuns ao vivo
| Ano  | Álbum | Melhor Posição | Melhor Posição | Melhor Posição | Melhor Posição | Melhor Posição | Melhor Posição | Vendas                  | Certificações                                      |
| Ano  | Álbum | CAN            | AUS            | BEL            | FRA            | ALE            | JPN            | Vendas                  | Certificações                                      |
| ---- | --- | -------------- | -------------- | -------------- | -------------- | -------------- | -------------- | ----------------------- | -------------------------------------------------- |
| 1985 | Céline Dion en concert - Lançamento: 20 de dezembro de 1985 - Gravadora: TBS - Formato: LP, cassette                                       | —              | —              | —              | —              | —              | —              |                         |                                                    |
| 1994 | À l'Olympia - Lançamento: 14 de novembro de 1994 - Gravadora: Columbia / Epic - Formato: CD, cassette                                      | 31             | —              | 19             | 10             | —              | —              | - : 200 000 - : 394 100 | - : Platina - : Platina - : Platina                |
| 1996 | Live à Paris - Lançamento: 22 de outubro de 1996 - Gravadora: Columbia / Epic - Formato: CD, cassette                                      | 7              | —              | 1              | 1              | 63             | —              | - : 280 000 - : 810 000 | - : 2× Platina - : Platina - : 2× Platina - : Ouro |
| 1999 | Au Cœur du Stade - Lançamento: 27 de agosto de 1999 - Gravadora: Columbia / Epic - Formato: CD, cassette                                   | 15             | —              | 1              | 1              | 37             | —              | - : 700 000             | - : Ouro - : Platina - : 2× Platina - : Platina    |
| 2004 | A New Day... Live in Las Vegas - Lançamento: 14 de junho de 2004 - Gravadora: Columbia / Epic - Formato: CD, DVD                           | 2              | 69             | 4              | 9              | 20             | —              | - : 55 000 - : 530 000  | - : Ouro - : Platina - : PMB: Platina              |
| 2010 | Taking Chances World Tour: The Concert - Lançamento: 29 de abril de 2010 - Gravadora: Columbia / Epic - Formato: CD, DVD, download digital | 1              | 4              | 3              | 5              | 3              | 16             | - : 35 100              | - : Ouro                                           |
| 2014 | Céline une seule fois / Live 2013 - Lançamento: 16 de maio de 2014 - Gravadora: Columbia / Epic - Formato: CD, DVD                         | 10             | —              | 4              | 2              | 56             | —              |                         |                                                    |

### Trilhas sonoras
| Ano  | Álbum | Melhor Posição | Melhor Posição | Melhor Posição | Melhor Posição | Melhor Posição | Melhor Posição | Vendas              | Certificações                            |
| Ano  | Álbum | CAN            | AUS            | BEL            | FRA            | ALE            | JPN            | Vendas              | Certificações                            |
| ---- | --- | -------------- | -------------- | -------------- | -------------- | -------------- | -------------- | ------------------- | ---------------------------------------- |
| 1991 | Beauty and the Beast: Original Motion Picture Soundtrack - Lançamento: 1 de novembro de 1991 - Gravadora: Walt Disney Records - Formato: CD, cassette | —              | —              | —              | —              | —              | —              | - Mundo: 2 190 000  |                                          |
| 1997 | Titanic: Music from the Motion Picture - Lançamento: 18 de novembro de 1997 - Gravadora: Sony Records - Formato: CD                                   | 1              | 1              | 1              | 1              | 1              | 3              | - Mundo: 30 milhões | - : Diamante - : Diamante - : 7× Platina |